# Feel Like dance
「Feel Like dance」（フィール・ライク・ダンス）は、globeの1枚目のシングル。1995年8月9日にavex globeから発売された。

## 背景
globeのデビューシングル。フジテレビ系木曜劇場『ひとりにしないで』主題歌。

## 音楽性
小室哲哉の作品としては珍しく長調であり、全音階を主調とした単純明快なメロディーとなっている。
歌詞は「斜めからの見方ができる大人の女性が一通り人生を経験した後、将来をどう考えるかに迷いつつも、踊るように生きる気持ちも忘れない様にする」「大卒で就職した、その年の夏の女性像と男性像」をテーマにしている。
レコーディングの方法は「音色・メロディの色々な組み合わせを試しながら、録っていく」方式だったため、小室は「ノリは科学者の研究だった」と振り返っている。
最後をピアノの音で締めることで、小室は「アーティストとしての潔さの表現となった」「完璧だ」と構成に満足した。
10代だけでなく、大人が聴いても楽しめる音楽ユニットであることをアピールすべく、本作を1stシングルとした。

## ミュージック・ビデオ
発売当時は本格的なミュージック・ビデオは制作されておらず、CG映像などで代用されていた。しかし、発売後にglobeとして初のお披露目ライブとなった「avex dance Matrix '95 TKDANCE CAMP」にて同曲が披露されて以降は、ライブ映像に加工を施した上でPVの代用としていた。後に正式なPVとなり、1999年リリースのPV集「NAKED screen」にフルで収録され、avex公式YouTubeチャンネルでも2010年に公開された。

## チャート成績
当時、音楽プロデューサーとして一大ムーブメントを巻き起こしていた小室自身がメンバーであることも話題となり、オリコン初登場6位ながら最高3位まで上り詰めるヒットを記録。最終的にデビュー曲にしてミリオンセラー寸前の95.2万枚を売り上げた（オリコン調べ）。

## 収録曲
| 全作詞・作曲・編曲: 小室哲哉。 |                                    |          |            |      |
| #                              | タイトル                           | 作詞     | 作曲・編曲 | 時間 |
| 1.                             | 「Feel Like dance (ORIGINAL MIX)」 | 小室哲哉 | 小室哲哉   | 5:53 |
| 2.                             | 「Feel Like dance (CLUB MIX)」     | 小室哲哉 | 小室哲哉   | 6:35 |
| 3.                             | 「Feel Like dance (TV MIX)」       | 小室哲哉 | 小室哲哉   | 5:53 |
| 合計時間:                      | 合計時間:                          | 18:21    |            |      |

クレジット
- Produced : 小室哲哉
- Mixed : Dave Ford

## タイアップ
| # | 曲名                               | タイアップ                                     | 出典 |
| - | ---------------------------------- | ---------------------------------------------- | ---- |
| 1 | 「Feel Like dance (ORIGINAL MIX)」 | フジテレビ系木曜劇場『ひとりにしないで』主題歌 |      |

## 収録アルバム
Feel Like dance
- globe
- CRUISE RECORD 1995-2000
- 8 Years ～Many Classic Moments～
- globe decade -single history 1995-2004-
- 15 YEARS -BEST HIT SELECTION-

## カバー
- AAA - カバーアルバム『CCC-CHALLENGE COVER COLLECTION-』（2007年2月7日発売）[6]に収録。
- 華原朋美 - カバーアルバム『MEMORIES 3 -Kahara Back to 1995-』（2015年12月2日発売）に収録[7]。
- 小室哲哉 - V.A.『#globe20th -SPECIAL COVER BEST-』（2015年12月16日）に収録。歌唱ではなく、ピアノソロ演奏[8]。
- TRI-UMviratuS（CV.蒼井翔太・武内駿輔・小林竜之） - アルバム『『KING OF PRISM-Your Endless Call-み〜んなきらめけ！プリズム☆ツアーズ』Song Collection』（2025年8月20日発売）に収録。劇場アニメ『KING OF PRISM-Your Endless Call-み〜んなきらめけ!プリズム☆ツアーズ』挿入歌。

## 発売日一覧
| 地域       | リリース日    | 規格 | レーベル                        |
| ---------- | ------------- | ---- | ------------------------------- |
| 日本       | 1995年8月9日  | CD   | avex globe                      |
| 台湾       | 2005年10月9日 | CD   | ユニバーサルミュージック (台湾) |
| フィリピン | 2015年4月12日 | CD   | ABS-CBN                         |

## 備考
- 本シングル盤のみ歌詞カードにラップ部分の表記がない。アルバム『globe』などの後発の作品に収録された際にはラップ部分の歌詞も記載されている。

- TBS系バラエティ番組『学校へ行こう!』内の企画である「B-RAPハイスクール」にて、軟式globeが一時期同曲を使用していたことがある。